# Riviera di Levante

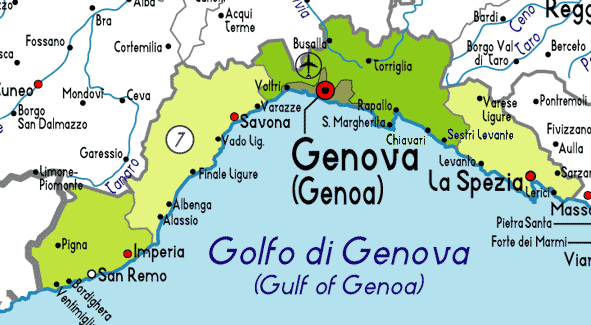
Pobřeží Ligurského moře

Riviera di Levante je východní část Italské Riviéry v Ligurii, v Itálii. Tvoří ji pobřeží Ligurského moře mezi Janovem a La Speziou v délce přibližně 130 km. Západní část Italské riviéry se nazývá Riviera di Ponente.

## Geografie a vegetace
Oblast je známá hornatou krajinou, skalnatým pobřežím s řadou strmých útesů, oblázkovými a písečnými (v malé míře) plážemi. Ze západu na východ leží zálivy Golfo Paradiso a Golfo del Tigullio a oblast Cinque Terre. Na východě u obce Portovenere se nachází dva malé ostrovy Palmaria a Tino. Z lokálních řek jsou největší Vara a Magra. Středomořskou vegetaci tvoří porosty makchie, vavříny, k původním olivovníkům evropským a dubům cesmínovitým, byly vysazeny kaštanovníky a borovice (rostou zejména při pobřeží). Rostou zde ovocné stromy, pěstuje se vinná réva. Floru dále tvoří vítečník sítinovitý, myrta obecná, rohovník, mateřídouška, rozmarýn a další rostliny.

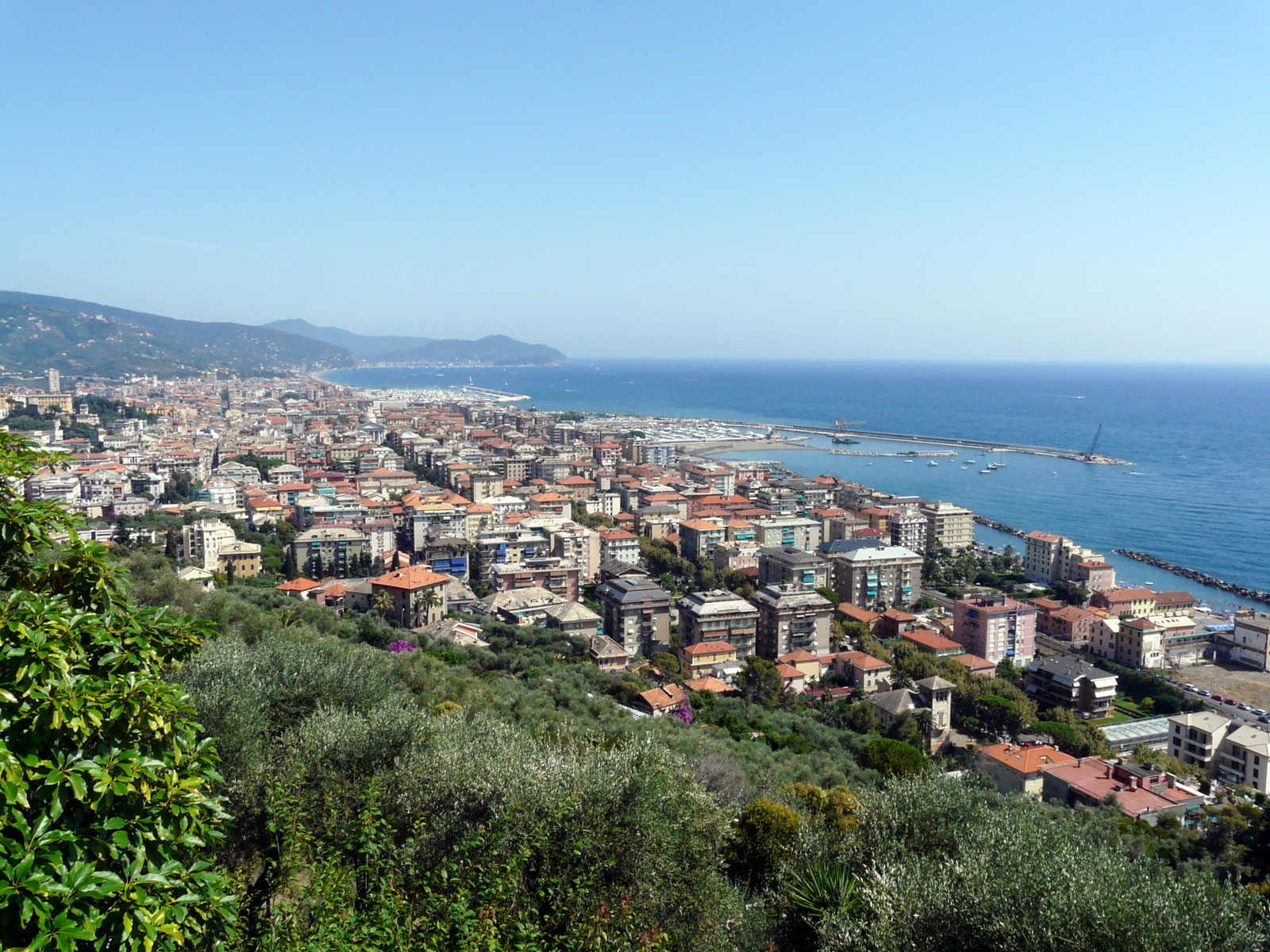
Chiavari

## Města a obce

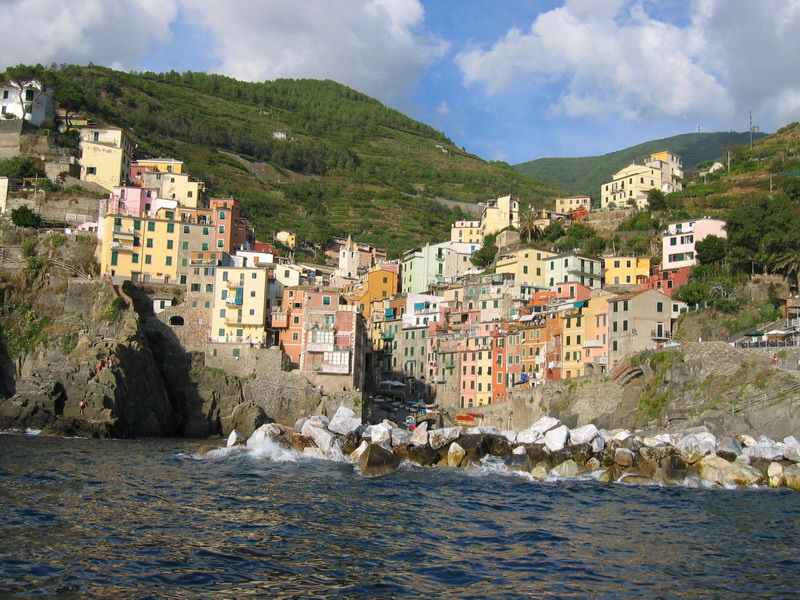
Cinque Terre

K největším městům v oblasti Riviery di Levante vedle hlavního města Ligurie Janova náleží Rapallo, Chiavari a Lavagna.
| - Bogliasco - Bonassola - Camogli - Corniglia - Cinque Terre - Chiavari - Janov - Lavagna - Levanto - Monterosso al Mare | - Portofino - Portovenere - Rapallo - Recco - Riomaggiore - Santa Margherita Ligure - Sestri Levante - Sori - Vernazza |